# Carlos Cano
José Carlos Cano Fernández (Granada, 28 gennaio 1946 – Granada, 19 dicembre 2000) è stato un cantautore spagnolo.
Si tratta di un cantautore votato al rinnovamento di alcuni generi musicali tradizionali iberici, come il fado o la copla andalusa, che con lui rinacque, senza più essere associata al franchismo. La sua versatilità come compositore, che lo portò a scrivere su ritmi tanto diversi come la cueca cilena, il tango, la rumba, il samba, e la notevole qualità dei suoi versi, fanno di lui uno dei più importanti autori contemporanei di lingua spagnola.

## Biografia
Da giovane, come moltissime migliaia di andalusi emigrò dapprima in Svizzera ed in seguito in Germania, esperienza che lo segnerà profondamente, ispirandogli canzoni come El salustiano o Miseria, brani caratterizzati dal dispiacere di dover abbandonare i paesaggi della propria terra, per prendere contatto con i grigi paesaggi industriali dell'Europa più sviluppata economicamente. Nel 1969, incoraggiato da artisti come il cantautore catalano Lluís Llach o il chitarrista flamenco Enrique Morente, iniziò a cantare all'università accompagnandosi con la sua chitarra, facendo sentire un caratteristico tremolio di voce, che divenne una delle sue maggiori caratteristiche. Il suo primo repertorio è fortemente condizionato da memorie familiari riguardanti la seconda repubblica, durata in Spagna dal 1931 al 1936, i cui sostenitori, tra cui suo nonno, furono fucilati in massa dai franchisti. I primi anni della sua carriera, caratterizzati dal passaggio della Spagna dalla dittatura alla democrazia, furono fortemente politici: oltre alla generale rivendicazione di libertà, nel suo repertorio vi è un grido di rinascita dell'identità andalusa. A questo periodo risale la canzone La verdiblanca, brano considerato l'inno non ufficiale dell'Andalusia. Nel titolo si fa riferimento ai colori della bandiera regionale. Negli anni ottanta c'è stata una svolta intimista, rappresentata da album come De la luna y el sol, che contiene anche una versione in spagnolo di Un gelato al limon di Paolo Conte. Amplia i suoi orizzonti musicali includendovi il tango e il bolero latino americano. Di questo periodo sono anche composizioni molto curate, come la canzone El rey Al-Mutamid dice adiós a Sevilla, ispirata ai versi del re arabo. Con gli album Cuaderno de coplas e Quédate con la copla, rivendica il valore della copla come genere identitario andaluso, facendo sì che non si associasse più al franchismo e venisse riassorbita dalla modernità. Tra gli artisti che seguirono Carlos Cano in questa operazione di rivitalizzazione, si possono ricordare Pasión Vega, Martirio (che ha collaborato anche con Compay Segundo) e Isabel Pantoja. Nel 1998 realizza un suo vecchio sogno, quello di mettere in musica il Diván del tamarit ultima opera di Federico García Lorca, di cui aveva già pubblicato una poesia musicata nell'album De la luna y el sol. All'album, uscito per il centenario della nascita del poeta granadino, hanno collaborato Leo Brouwer, l'Orchestra filarmonica di Londra, Curro Romero, la corale basca Orfeón Donostiarra, il chitarrista, cantante e compositore Paco Ibáñez, il cantautore appassionato di musica cubana Santiago Auserón e la cantante catalana Marina Rossell. Nel 1995 fu colpito da un aneurisma aortico, che fu curato nella clinica Monte Sinai di New York. Ristabilitosi porterà una gratitudine infinita alla città americana, arrivando a cantare Nací en Nueva York, provincia de Granada, cioè "Sono nato a New York in provincia di Granada" (Habaneras de Nueva York 1996). Nel 2000 il problema cardiaco si ripresenta e, dopo una degenza ospedaliera di tre settimane durante la quale aveva dato segnali di ristabilimento, muore nella sua città natale il 19 dicembre. Prima di morire incide un album che, tra le altre collaborazioni, vanta Amalia Rodrígues, Compay Segundo, e la partecipazione di un coro di bambini cubani. Nel 2001 la regione dell'Andalusia lo nomina Figlio prediletto ed esce il CD Que naveguen los sueños, album in cui reinterpreta, insieme ad altri artisti, i suoi più grandi successi.

## Discografia
- 1975 - A duras penas
- 1976 - A la luz de los cantares
- 1978 - Crónicas granadinas
- 1980 - De la luna y el sol
- 1981 - El gallo de Morón
- 1983 - Si estuvieran abiertas todas las puertas
- 1985 - Cuaderno de coplas
- 1986 - A través del olvido
- 1987 - Quédate con la copla
- 1988 - Luna de abril
- 1989 - Ritmo de vida
- 1990 - En directo, live
- 1992 - Mestizo
- 1994 - Forma de ser
- 1995 - Algo especial
- 1996 - Chiclanera y otros grandes éxitos, raccolta
- 1996 - El color de la vida
- 1997 - Grandes canciones, raccolta
- 1998 - Diván del Tamarit
- 1999 - La copla, memoria sentimental
- 2000 - De lo perdido y otras coplas
- 2001 - Que naveguen los sueños, raccolta
- 2006 - Una vida de copla, raccolta